# (2488) Bryan
(2488) Bryan (1952 UT; 1969 TN3; 1976 YW4) ist ein ungefähr vier Kilometer großer Asteroid des inneren Hauptgürtels, der am 23. Oktober 1952 im Rahmen des Indiana Asteroid Programs am Goethe-Link-Observatorium in Brooklyn, Indiana (IAU-Code 760) entdeckt wurde. Durch das Indiana Asteroid Program wurden insgesamt 119 Asteroiden neu entdeckt.

## Benennung
(2488) Bryan wurde nach dem US-amerikanischen Astronomen William Lowe Bryan (1860–1955) benannt, der von 1902 bis 1937 Präsident der Indiana University Bloomington war. 1903 wurde er zum Präsident der American Psychological Association gewählt. Zwei Jahre vor der Pensionierung des US-amerikanischen Astronomen Daniel Kirkwood, nach dem der Asteroid (1578) Kirkwood benannt ist, begann er an der Fakultät der Indiana University Bloomington zu arbeiten.